# Nakitindi
Nakitindi est une ville du Togo située à environ 31 km de Dapaong, dans la région des Savanes.

## Vie économique
- Coopérative paysanne

## Lieux publics
- École secondaire
- Dispensaire
- Bibliothèque publique